# Хинч, Мэдди
Мэдди Хинч (англ. Maddie Hinch, родилась 8 октября 1988 год в Вест-Чилингтоне) — британская хоккеистка на траве, вратарь клуба «Стихтсе» и сборных Великобритании и Англии. В составе сборной Великобритании — чемпион летних Олимпийских игр 2016 года; в составе сборной Англии — чемпионка Европы 2015 года, серебряный призёр Игр Содружества-2014.

## Спортивная карьера
Начала играть в хоккей на траве по совету школьного учителя. Выступала за команды «Эксмут», «Лестер» и «Холкомб», с сезона 2016/2017 — игрок голландского «Стихтсе» (СКХК). Изначально не была вратарём основы и постоянно получала отказы от команд. В сборной Англии дебютировала в 2008 году.
В 2012 году Мэдди была исключена неожиданно из заявки на лондонскую Олимпиаду, однако после Игр стала основным вратарём сборной и завоевала с командой Англии серебряную медаль на Играх Содружества 2014 года в Глазго. В 2015 году принесла победу сборной Англии на чемпионате Европы и была номинирована на приз лучшего хоккейного вратаря года.
В 2016 году Мэдди превысила отметку в 100 матчей за сборную, сыграв на Олимпиаде, и стала олимпийской чемпионкой, победив команду Нидерландов по пенальти, не пропустив ни разу в послематчевой серии.

## Вне карьеры игрока
Окончила университет Лафборо по специальности «физкультура и спорт». Заключила рекламные и спонсорские контракты с компаниями Ritual Hockey и Red Bull. Назначена официальным блогером летних Олимпийских игр 2016 года.